# Polyhydramnion
Als Polyhydramnion oder Polyhydramnie, kurz meist Hydramnion, umgangssprachlich Fruchtwassersucht, wird in der Pränatalmedizin eine überdurchschnittlich große Menge Fruchtwasser mit einem Fruchtwasserindex (AFI) von über 20 cm oder mit einem großen Fruchtwasserdepot über 8 cm (am Termin mehr als zwei Liter) bezeichnet.

## Häufigkeit und mögliche Ursachen
Ein Polyhydramnion tritt bei etwa 1 % aller Schwangerschaften auf. Gehäuftes Vorkommen wird beobachtet beim Vorliegen eines Diabetes mellitus der Schwangeren (Gestationsdiabetes).
Zudem kann es zur Ansammlung von Fruchtwasser kommen, wenn das heranwachsende Kind nichts oder nur recht wenig davon trinkt.
Bei einigen Fällen mit Hydramnion finden sich Besonderheiten beim ungeborenen Kind. Ein Polyhydramnion gilt als sonografischer Softmarker für:
- Achondroplasie (häufigste Form des disproportionierten Kleinwuchses)
- Anenzephalie
- antenatales Bartter-Syndrom
- Beckwith-Wiedemann-Syndrom
- Begleitsymptom bei Hydrops fetalis und pränataler Infektion
- Chorangiom (gutartiger Gefäßtumor der Plazenta)
- Down-Syndrom (Trisomie 21)
- Noonan-Syndrom (Herzfehler) / (Kleinwuchs)
- Duodenalstenose (Verengung des Zwölffingerdarms)
- Fallot-Tetralogie (Herzfehler bestehend aus vier bestimmten Fehlbildungen)
- Fetofetales Transfusionssyndrom (Polyhydramnion beim Akzeptor / dem größeren Zwilling)
- Fryns-Syndrom
- Ösophagusstenose oder Ösophagusatresie (Verengung oder Verschluss der Speiseröhre/Polyhydramnion kann sich aufgrund einer begleitenden Schluckstörung entwickeln)
- Jejunalstenose (Verengung des Leerdarms)
- konnatale Lues (Infektion der Schwangeren mit der Spirochäte Treponema pallidum/Erreger der Syphilis führt zur Erkrankung des Ungeborenen)
- Kongenitale letale Myopathie Typ Compton-North
- konnatale Windpocken/Varizellen (Varizella-Zoster-Virus-Infektion der Schwangeren; das Risiko einer Ansteckung des ungeborenen Kindes liegt bei weniger als 5 %)
- Lippen-Kiefer-Gaumenspalte (Polyhydramnion kann sich aufgrund einer begleitenden Schluckstörung entwickeln)
- Majewski-Syndrom (Short-Rib-Polydaktylie-Syndrom Typ II/Hydramnion ab dem zweiten Trimester feststellbar)
- Mediastinalverschiebung (Verschiebung des Mittelfells)
- Mekoniumperitonitis (Darmperforation)
- Multiple-Pterygien-Syndrome
- Neu-Laxova-Syndrom
- Pätau-Syndrom (Trisomie 13)
- Pena-Shokeir-Syndrom (Pseudo-Trisomie 18)
- Peters-Plus-Syndrom
- Prader-Willi-Syndrom
- Pylorusatresie
- Rhesus-Inkompatibilität (Morbus haemolyticus fetalis)
- Ringelröteln (Infektion der Schwangeren mit dem Parvo-B-19-Virus / Polyhydramnion in schweren Fällen feststellbar)
- Schluckstörungen (muskulär bedingt oder zentral bedingt)
- Steißbeinteratome (Teratom/Keimzelltumor in der Sakrokokzygealregion)
- Thanatophore Dysplasie
- Teratome/Keimzelltumore im Gehirn mit zystischen und soliden Bereichen (Hydramnion kann sich aufgrund einer begleitenden Schluckstörung entwickeln)
- Trisomie 14
- Toxoplasmose-Infektion der Schwangeren, die sich über die Plazenta (transplazentar) auf das ungeborene Kind überträgt und in etwa 10 % der Fälle schwere Erkrankungen hervorruft
- VACTERL-Assoziation
- Vergrößerung der Schilddrüse beim Ungeborenen (fetale Struma, meist aufgrund einer Hypothyreose/bei 70 % der Kinder, bei denen die Schwangere Morbus Basedow hat)
- Zwerchfellhernie (Durchbruch des Zwerchfells)
- Zystische Fibrose (Mukoviszidose)

Eine aktuelle Studie unterscheidet zwischen moderatem und schwerem Polyhydramnion und zeigte, dass Apgar-Scores von weniger als 7, perinatale Sterblichkeit und strukturelle Fehlbildungen nur bei Frauen mit schwerem Polyhydramnion auftrat.
In einer anderen Studie zeigten alle Patienten mit Polyhydramnion, die einen sonographisch normalen Fetus hatten, keine chromosomalen Anomalien.

## Behandlung
Bildet sich das Polyhydramnion nicht von selbst zurück, kann die Möglichkeit einer Fruchtwasserentlastungspunktion in Erwägung gezogen werden. Dabei wird die Fruchtblase mit einer Hohlnadel punktiert, und durch einen eingeführten Katheter wird das überschüssige Fruchtwasser abgelassen.